# História de São João del-Rei
A história de São João del-Rei, cidade localizada no sul de Minas Gerais, tem suas raízes no antigo "Arraial Novo do Rio das Mortes", sendo oficialmente criada com a elevação do supracitado arraial à condição de Vila em 8 de dezembro de 1713. Os primeiros sinais de ocupação europeia na região datam de 1696. Há também vestígios arqueológicos e historiográficos que indicam ocupação humana desde o período neolítico na região.

## O território antes da Vila

### Habitantes indígenas

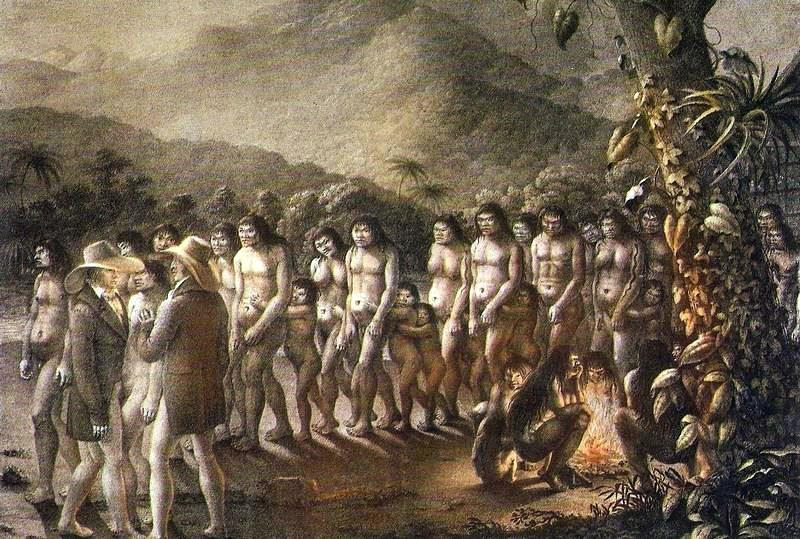
"Dança dos puris", quadro de Johann Baptist von Spix (1781-1826)

Antes da chegada dos sertanistas vicentinos e itanhaenses no final do século XVI, o que hoje denominamos sul de Minas Gerais era habitado pelos puri. Esses indígenas viviam em uma sociedade baseada na caça, pesca e coleta de frutos, com uma forte conexão espiritual com a natureza. A cultura puri, rica em rituais e danças, foi retratada por Johann Baptist von Spix em sua obra "Dança dos Puris". Com a chegada dos europeus, os puris enfrentaram desestruturação social e perda de território devido às disputas por terras e recursos.

### Primórdios da ocupação europeia
Entre 1693 e 1694, Padre Faria Fialho, bandeirante natural da Ilha de São Sebastião, liderou expedições que culminaram na descoberta de ouro em 1698 na região de Ouro Preto. Os primeiros sinais da ocupação europeia na região de São João del-Rei datam de 1696.

### Formação dos primeiros núcleos populacionais
Em 1701, Tomé Portes del-Rei, sertanista e fazendeiro estabelecido anteriormente em Taubaté, parte, na época, da capitania de Itanhaém, foi nomeado guarda-mor da região e fundou o Porto Real da Passagem, um ponto estratégico de travessia do Rio das Mortes. Os vestígios mais antigos de sua fixação na região de São João del-Rei datam de 1696. Pouco depois, Lourenço Costa descobriu ouro no Ribeirão de São Francisco Xavier, levando à criação do segundo núcleo de povoamento na região. O terceiro núcleo, o Arraial do Tijuco, foi formado na encosta sul da Serra do Lenheiro, graças às descobertas de Manoel José de Barcelos.
Esses primeiros assentamentos foram fundamentais para o surgimento de São João del-Rei, que se consolidou como um importante centro minerador e ponto de passagem para outras regiões de Minas Gerais.

#### Os arraiais na região antes da criação da vila
Em 1702 foi fundado o Arraial de Santo Antônio por meio da distribuição de datas de exploração aurífera pelo guarda-mor, após a passagem pela região de João de Siqueira Afonso, que descobriu em águas fluviais, sinais na areia e cascalho, favoráveis à presença de ouro. Em torno do estabelecimento do guarda-mor, estava assentado o Arraial do Rio das Mortes, nas imediações do Porto Real da Passagem.
Em 1704, Lourenço da Costa e Manoel João de Barcelos foram os descobridores do grande ouro na região da Serra do Lenheiro, que deu origem ao Arraial Novo de Nossa Senhora do Pilar, mas fundado pelo guarda-mor de então, Antônio Garcia da Cunha, que havia sucedido Tomé Portes após sua morte em 1702.
Por esta mesma época surgia o Arraial dos Prados, em 1704, com minas na encosta da bacia de um córrego.
E no pé da Serra de São José, onde termina a nordeste, surgia outro núcleo, o Arraial da Ponta do Morro (muito confundido com o Velho), mais ou menos onde está o Bairro de Pinheiro Chagas, na atual cidade de Prados.
Mais ouro descoberto gerou o Arraial do Córrego, no atual território de Santa Cruz de Minas, na mesma época.
Com tudo isto a região se tornou um grande foco de interesse para aventureiros. Os arraiais cresceram e se multiplicaram. Tensões pela influência política e poder sobre as lavras foram se agravando, até culminarem com a Guerra dos Emboabas, um conflito armado que também alcançou vastas regiões de Minas Gerais: principalmente as do rio das Velhas (Sabará), rio das Mortes (São João del-Rei) e Vila Rica. Nas proximidades de São João del-Rei, durante a guerra, ocorreu o episódio conhecido como Capão da Traição. Oficialmente elevada à condição de Vila em 8 de dezembro de 1713, há vestígios arqueológicos e historiográficos de ocupação humana que podem remeter ao período neolítico na região.

## Conflitos pelo ouro: Guerra dos Emboabas
A Guerra dos Emboabas (1707–1709) foi um conflito na região das minas de ouro, no atual estado de Minas Gerais, entre bandeirantes paulistas, que haviam descoberto as jazidas, e forasteiros, chamados pejorativamente de "emboabas", que chegavam em busca de riquezas. O líder dos emboabas, Manuel Nunes Viana, enfrentou Borba Gato, chefe dos paulistas, em uma disputa sobre o direito à exploração do ouro.
A guerra resultou em várias batalhas, incluindo o massacre de paulistas no episódio conhecido como Capão da Traição, possivelmente ocorrido na região do Rio das Mortes. Ao final, os emboabas saíram vitoriosos, e a região das minas foi reorganizada sob maior controle da coroa portuguesa. O conflito foi um marco na história colonial, refletindo as tensões entre diferentes grupos coloniais pelo controle das riquezas minerais do Estado do Brasil.

## Criação da Vila
Em 1713, a prosperidade da região levou à elevação do arraial à condição de vila, que recebeu o nome de São João del-Rei em homenagem ao rei João V de Portugal. 
Durante o século XVIII, a economia local era sustentada pela escravidão, com destaque para a agricultura e a pecuária, o que possibilitou seu crescimento contínuo, mesmo com o declínio da mineração após 1750.
A crise do sistema colonial e a decadência da mineração de ouro aumentaram as tensões na região, levando à formação de movimentos como a Inconfidência Mineira em 1789. São João del-Rei foi escolhida para abrigar a nova capital da república planejada pelos inconfidentes, mas o movimento foi frustrado com a denúncia de Joaquim Silvério dos Reis.

## Criação da comarca

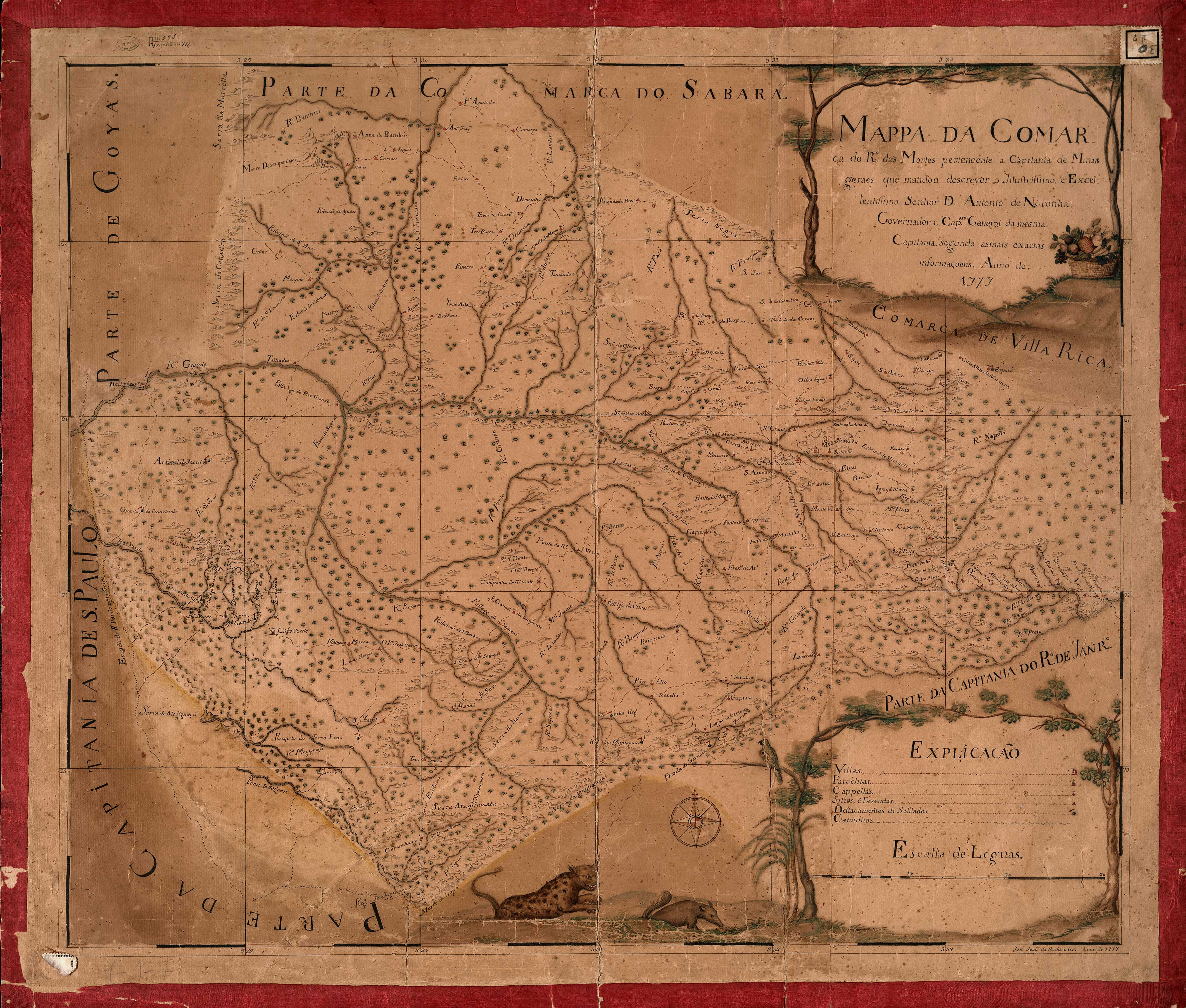
Mapa da Comarca do Rio das Mortes em 1777

Em 1714, passou a ser a sede da recém-criada Comarca do Rio das Mortes, parte da capitania de São Paulo e Minas do Ouro, sendo, a partir de 1720, incorporada à capitania de Minas Gerais.

## Mineração
As marcas da mineração se fazem muito presentes na cidade, ainda hoje, com betas abandonadas e o canal dos Ingleses. A Saint John d'El Rey Mining Company foi estabelecida no Reino Unido em abril de 1830 como uma sociedade por ações. John Diston Powles foi o primeiro presidente da empresa. A companhia obteve um arrendamento para explorar as minas na Serra do Lenheiro, em São João del-Rei, Minas Gerais, adquirindo-as de três comerciantes britânicos e um médico alemão. 
Na serra do Lenheiro há vestígios dessas minas, sendo a principal estrutura popularmente conhecida como Canal dos Ingleses. Em junho e julho de 1830, um grupo de mineradores da Cornualha viajou ao Brasil para trabalhar nas minas. A iniciativa enfrentou dificuldades com minério de baixa qualidade e disputas legais, sendo encerrada em menos de dois anos.
O Canal dos Ingleses é parte de um complexo de engenharia hidráulica destinado ao escoamento da água utilizada nos processos de mineração. Durante o período da exploração aurífera, especialmente sob influência de companhias estrangeiras como a Saint John d'El Rey Mining Company, diversas obras foram erguidas para facilitar a extração do ouro e levar água às betas.

## Revoltas
Além da Conjuração Mineira, a cidade foi envolvida em outras revoltas.

### Revolta do Ano da Fumaça
Também conhecida como a Sedição Militar de 1833, a Revolta do Ano da Fumaça foi um conflito regencial que aconteceu em Ouro Preto, na então província de Minas Gerais, em 22 de março de 1833. O movimento foi nomeado dessa maneira porque durante alguns dias daquele ano instalou-se uma grande neblina na região.
Na época, o governo legal provisório havia sido transferido para São João del-Rei, onde, em primeiro momento, teve a presença do vice-presidente Bernardo Pereira de Vasconcelos. Depois do ocorrido, o presidente deposto, Manoel Inácio de Melo e Souza, passou a governar da vila.
Durante os dois meses, a província de Minas Gerais teve, portanto dois governos: o legal, de São João del-Rei e o rebelde, em Ouro Preto. Enquanto isso, em São João del-Rei, as forças militares da Guarda Nacional eram convocadas para combater os rebeldes de Ouro Preto.
Em 5 de abril, Bernardo Pereira de Vasconcelos enviou para Ouro Preto cerca de seis mil homens, sob comando de Marechal Pinto Peixoto, a fim de acabar com a sedição. Vinte e um dias após o confronto, em 26 de maio, Manoel Ignácio de Mello e Souza voltou para Ouro Preto. Para muitas pessoas este seria o fim do "demônio restaurador".

### Revolta de Carrancas
A revolta de Carrancas e a Sedição de 1833 estão relacionadas pois aconteceram concomitantemente. Há indícios de que o levante de Carrancas teria começado com o boato de libertação dos escravos na sedição.
De acordo com depoimentos de testemunhas, Francisco Silvério Teixeira estimulou a revolta de Ventura Mina ao dizer que os caramurus tinham colocado um fim na escravidão em Ouro Preto. Teixeira teria dito ainda que os escravos que lutassem ao lado deles, teriam, além da liberdade, parte da posse de seus senhores. Esta foi a motivação principal para o levante de Carrancas. Na História, todavia, não existem documentos que comprovem o fato de que os revoltados de Ouro Preto tinham como objetivo a libertação dos escravos.
Durante a Sedição de 1833, Teixeira estaria a favor do grupo que tomou posse na capital da província. Acredita-se que ele tenha incentivado a revolta dos escravos e que também tenha contribuído para as nove mortes da família Junqueira, durante a Revolta de Carrancas, para tirar a atenção do fato de que a guarda nacional estava se organizando em São João del-Rei para acabar com a Revolta da Fumaça em Ouro Preto. A violência da Revolta de Carrancas deixou deputados e proprietários da região chocados e com as atenções voltadas para estes fatos. Essa revolta influenciou na política Imperial, que deu origem ao projeto de lei n.º 4, de 10 de junho de 1833, o qual previa punição severa para aqueles escravos que se rebelassem.

## Elevação à Cidade
Já em princípios do século XIX, São João del-Rei destacava-se por seu comércio desenvolvido e por ser um importante centro urbano em Minas Gerais. Em 1838, foi elevada à condição de cidade, contando com cerca de 1.600 casas distribuídas em 24 ruas e 10 praças.

## Quase capital do estado
No final do século XIX, a cidade se modernizou com a instalação da Estrada de Ferro Oeste de Minas em 1881 e da Companhia Industrial Sanjoanense de Fiação e Tecelagem em 1893. Nessa época, foi cogitada a mudança da capital de Minas Gerais para São João del-Rei, especificamente na região da Várzea do Marçal. Contudo, após debates, a escolha recaiu sobre Curral del-Rei.

## Tombamento

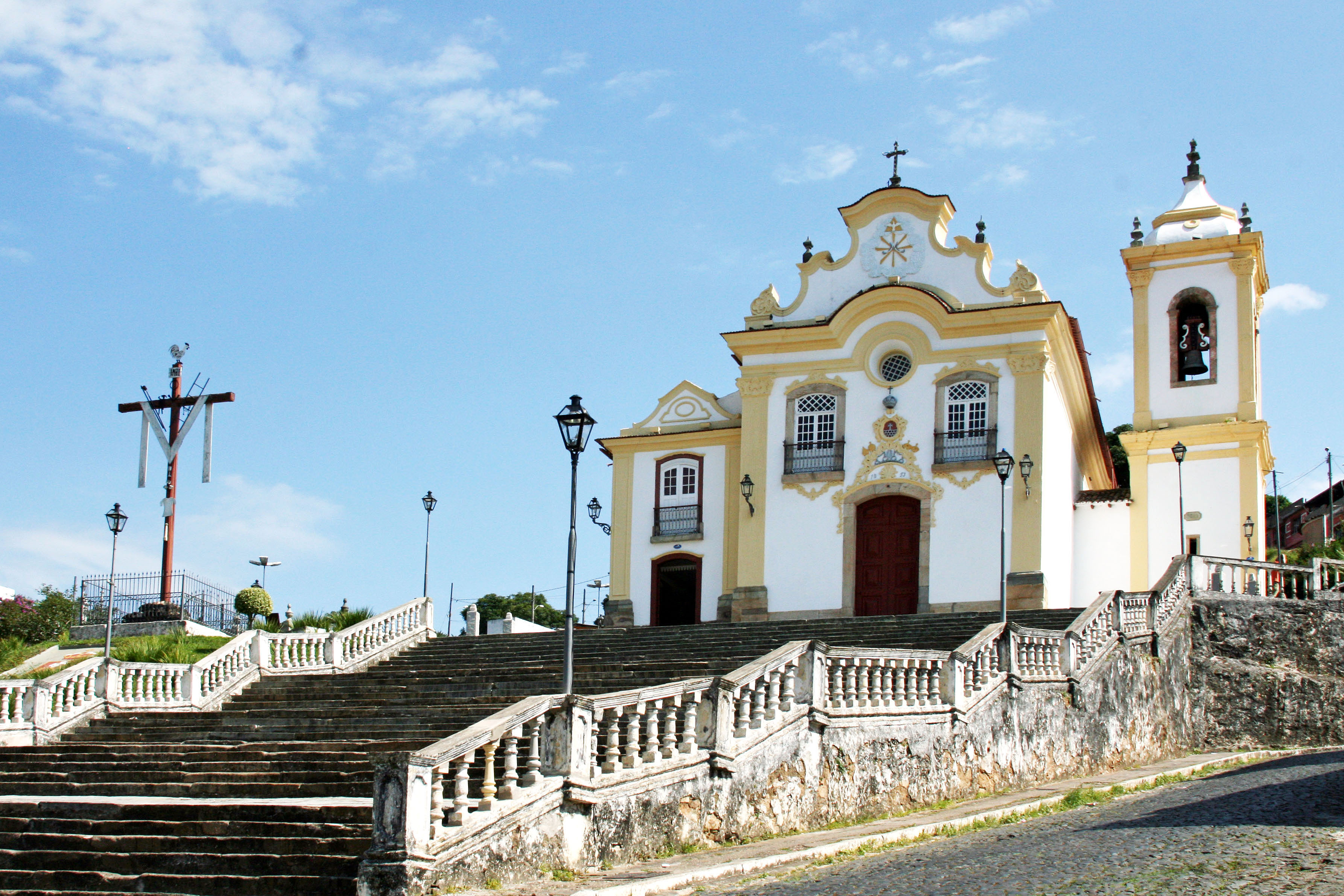
Igreja de Nossa Senhora das Mercês

Apesar de perder importância econômica com a escolha de Belo Horizonte como capital, São João del-Rei manteve seu charme colonial, sendo admirada por artistas modernistas como Tarsila do Amaral e Oswald de Andrade. Em 1943, seu conjunto arquitetônico e artístico foi tombado pelo Serviço do Patrimônio Histórico e Artístico Nacional (Sphan), preservando suas construções civis e religiosas de grande valor histórico.